# Lista dos municípios atravessados pelo gasoduto Brasil-Bolívia

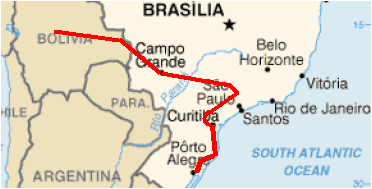
Rota do Gasoduto Brasil-Bolívia

O gasoduto Brasil-Bolívia tem seu início na Bolívia e seu fim em território brasileiro, veja a relação de municípios:

## Bolívia
- Rio Grande
- Santa Cruz de la Sierra

## Mato Grosso do Sul
- Corumbá
- Miranda
- Aquidauana
- Anastácio
- Dois Irmãos do Buriti
- Terenos
- Campo Grande
- Ribas do Rio Pardo
- Santa Rita do Pardo
- Brasilândia
- Três Lagoas

## São Paulo
- Castilho
- Nova Independência
- Andradina
- Murutinga do Sul
- Guaraçaí
- Mirandópolis
- Lavínia
- Valparaíso
- Bento de Abreu
- Rubiácea
- Guararapes
- Araçatuba
- Bilac
- Birigüi
- Coroados
- Rubiácea
- Penápolis
- Avanhandava
- Promissão
- Guaiçara
- Lins
- Cafelândia
- Pongaí
- Uru
- Pirajuí
- Reginópolis
- Iacanga
- Ibitinga
- Boa Esperança do Sul
- Ribeirão Bonito
- Araraquara
- Ibaté
- São Carlos
- Itirapina
- Rio Claro
- Santa Gertrudes
- Iracemápolis
- Limeira
- Americana
- Cosmópolis
- Paulínia
- Jaguariúna
- Campinas
- Sorocaba
- Itapeva
- Itatiba
- Morungaba
- Jarinu
- Atibaia
- Bom Jesus dos Perdões
- Nazaré Paulista
- Marília
- Mogi Guaçu
- Guararema
- Porto Ferreira

## Paraná
- Ponta Grossa
- Doutor Ulysses
- Cerro Azul
- Rio Branco do Sul
- Itaperuçu
- Campo Magro
- Almirante Tamandaré
- Campo Largo
- Araucária
- Curitiba
- Fazenda Rio Grande
- São José dos Pinhais
- Tijucas do Sul
- Guaratuba

## Santa Catarina
- Garuva
- Joinville
- Guaramirim
- Massaranduba
- Luiz Alves
- Gaspar
- Brusque
- Canelinha
- Tijucas
- Biguaçu
- Antônio Carlos
- São Pedro de Alcântara
- Santo Amaro da Imperatriz
- Águas Mornas
- São Bonifácio
- São Martinho
- Armazém
- Gravatal
- Tubarão
- Pedras Grandes
- Treze de Maio
- Urussanga
- Cocal do Sul
- Siderópolis
- Nova Veneza
- Morro Grande
- Timbé do Sul

## Rio Grande do Sul
- São José dos Ausentes
- Cambará do Sul
- Jaquirana
- São Francisco de Paula
- Taquara
- Igrejinha
- Parobé
- Nova Hartz
- Araricá
- Sapiranga
- Novo Hamburgo
- Gravataí
- Cachoeirinha
- Esteio
- Canoas
- Porto Alegre